# MSG-3
O MSG-3, também conhecido por Meteosat 10, é um satélite meteorológico geoestacionário europeu construído pela Alcatel Space. Ele está localizado na posição orbital de 0.2 de longitude oeste e é operado pela Agência Espacial Europeia (ESA) em conjunto com a EUMETSAT.

## Lançamento
O satélite foi lançado com sucesso ao espaço no dia 5 de julho de 2012, às 21:36 UTC, por meio de um veículo Ariane-5ECA a partir do Centro Espacial de Kourou, na Guiana Francesa, juntamente com o satélite EchoStar XVII. Ele tinha uma massa de lançamento de 2000 kg.